# Co van de Kieft
Co van de Kieft (* 4. November 1918 in Sloten; † 29. April 2008 in Blaricum) war ein niederländischer Historiker, Mediävist und Lexikograf.

## Leben und Werk
Co van de Kieft promovierte 1960 mit der Arbeit Étude sur le chartrier et la seigneurie du prieuré de la Chapelle-Aude (XIe-XIIIe siècle) bei Jan Frederik Niermeyer an der Universität Amsterdam. Ab 1965 wirkte Co van de Kieft zunächst als Lektor und von 1966 bis 1984 als ordentlicher Professor für Mediävistik und historische Hilfswissenschaften an der Universität Amsterdam.
Co van de Kieft führte die Endarbeiten seines 1965 verstorbenen Lehrers Jan Frederik Niermeyer am mittellateinischen Mediae Latinitatis Lexicon Minus („Mittellateinisches Wörterbuch“) bis 1976 durch. Dieses Werk wurde bis 2002 von Jan W. J. Burgers (* 1953) überarbeitet und neben Französisch und Englisch von S. Dase um eine deutschsprachige Übersetzung ergänzt.
Seit 1975 war Co van der Kieft Mitglied der „Königlich Niederländischen Akademie der Wissenschaften“ (KNAW).